# فيليب مورا
فيليب مورا (بالإنجليزية: Philippe Mora؛ بالفرنسية: Philippe Mora) هو رسام وكاتب سيناريو ومخرج فرنسي وأسترالي، ولد في 1949 في باريس في فرنسا.

## وصلات خارجية
- فيليب مورا على موقع IMDb (الإنجليزية)
- فيليب مورا على موقع ألو سيني (الفرنسية)
- فيليب مورا على موقع أول موفي (الإنجليزية)
- فيليب مورا على موقع قاعدة بيانات الأفلام السويدية (السويدية)
- فيليب مورا على موقع إن إن دي بي (الإنجليزية)
- فيليب مورا على موقع قاعدة بيانات الفيلم (الإنجليزية)
- فيليب مورا على موقع كينوبويسك (الروسية)